# Monastero di San Giustiniano di Falesia
Il monastero di San Giustiniano di Falesia, del quale si sono perse completamente le tracce, era un monastero benedettino costruito sul promontorio di Piombino intorno all'anno mille.

## Origine e probabile ubicazione
L'esistenza del monastero di San Giustiniano di Falesia è testimoniata da una copia del XII secolo dell'atto di fondazione, conservata nell’archivio arcivescovile di Pisa, numero 92. L'atto di fondazione fu redatto da sei fratelli: Ugo, Gherardo, Guido, Tedice II, Rodolfo ed Enrico, figli del conte Tedice o Teodorico. Di origine longobarda, la loro famiglia, che nel X e XI secolo risiedeva a Volterra e dove Teodorico era conte sarà conosciuta a partire dal ‘200 come Della Gherardesca. I suoi possedimenti terrieri erano prevalentemente sulla fascia costiera maremmana e anche nei pressi del luogo dove fu fondato il monastero.
Nell’atto di fondazione è scritto che il monastero fu eretto in prossimità del mare, ma secondo gli storici sembra improbabile, poiché sarebbe stato molto esposto alle incursioni dei pirati saraceni che infestavano allora il mar Tirreno. La zona collinare retrostante appare la più probabile anche perché vi si trovano ancora toponimi che  ricordano l’insediamento monasteriale: la carta dell'Istituto Geografico Militare del 1939 indica chiaramente la località Conventaccio e altri nomi portano riferimenti vari all’edificio religioso: la Valle di Santa Maria - nome che assunse anche il monastero - e la località La Regina, altro appellativo ricollocabile alla Madonna.
Di conseguenza questi indizi suggeriscono di collocare il monastero sulle frange collinari che si elevano non lontano dal porto di Falesia, oggi Portovecchio. Di questo insediamento non è rimasta alcuna traccia archivistica se non sporadiche notizie rilevate in documenti pontifici.

## Il monastero dal XI al XVI secolo
Il monastero fu costruito in unione a una già presente chiesa dedicata a San Giustiniano, il santo inglese martirizzato nel VI secolo. I sei fratelli fondatori  ricevettero da Papa Benedetto VIII il permesso di costruire il monastero, perché anche il papato era interessato al dominio del territorio in funzione antisaracena.
Per i futuri Della Gherardesca era un segno della propria potenza sia politica che patrimoniale. Sempre secondo gli storici, il motivo del loro interesse nella fondazione del monastero al quale essi fecero dono di molte terre e proprietà, era anche un momento di espiazione per i peccati e i vari errori commessi in vita, con la speranza dell'eterna salvezza personale e dei propri familiari.
Il monastero seguiva la regola benedettina e i suoi monaci contribuirono indiscutibilmente alla crescita urbana e demografica della futura città di Piombino che per la prima volta viene nominata in un documento del 1115. Essi avranno influenza sulla città fino al 1135, allorché Piombino passò sotto il controllo del vescovado pisano, dietro il quale c’era tutto l’interesse politico, economico e strategico della potente repubblica di Pisa.
Dopo tale avvenimento, il monastero fu posto sotto la protezione dell'Opera della Primaziale Pisana, retta da Ildebrando degli Orlandi.
I monaci benedettini ressero il monastero fino alla metà del '200, quando lo stesso si trovò completamente privo di religiosi: ciò indusse Papa Alessandro IV, con un suo documento del 1 settembre 1256, a concederlo alle clarisse dell'ex monastero di Santa Chiara di Massa Marittima. Queste tennero il monastero per altri due secoli, dopodiché fu abbandonato circa nel 1447 dalle ultime due monache e dalla badessa. Dopo le clarisse tutti i beni e le rendite del monastero furono dati alla chiesa di Sant'Antimo sopra i Canali.
Nel 1482 Papa Sisto IV concesse il monastero ai frati minori francescani che lo abitarono fino al loro ingresso in città nella prima metà del '500, quando venne assegnato loro il Palazzaccio, antica sede dei Padri Anziani, dove rimasero fino al 1557, per poi andare nella restaurata chiesa di San Giovanni Battista (ora chiesa della Misericordia). Dalla metà del '500 non si hanno più notizie del monastero di San Giustiniano di Falesia.

## Ritrovamento dell'antefissa a protome leonina

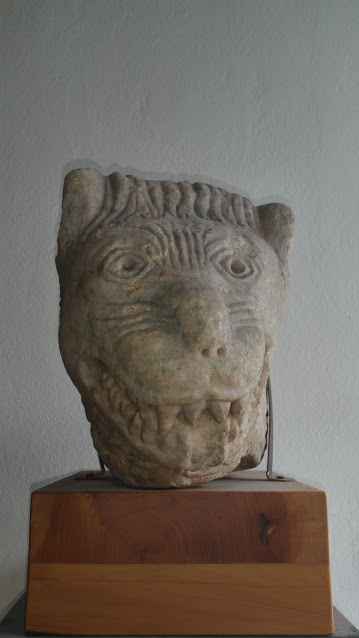

Il toponimo della località del monastero di San Giustiniano di Falesia, trasformato in Faliegi, si conservò fino alla fine dell'800: allora esisteva ancora un piccolo oratorio poco distante dalla città, dedicato a Santa Maria di Faliegi, che poi scomparve per dare spazio alla costruzione dello stabilimento siderurgico Piombino.

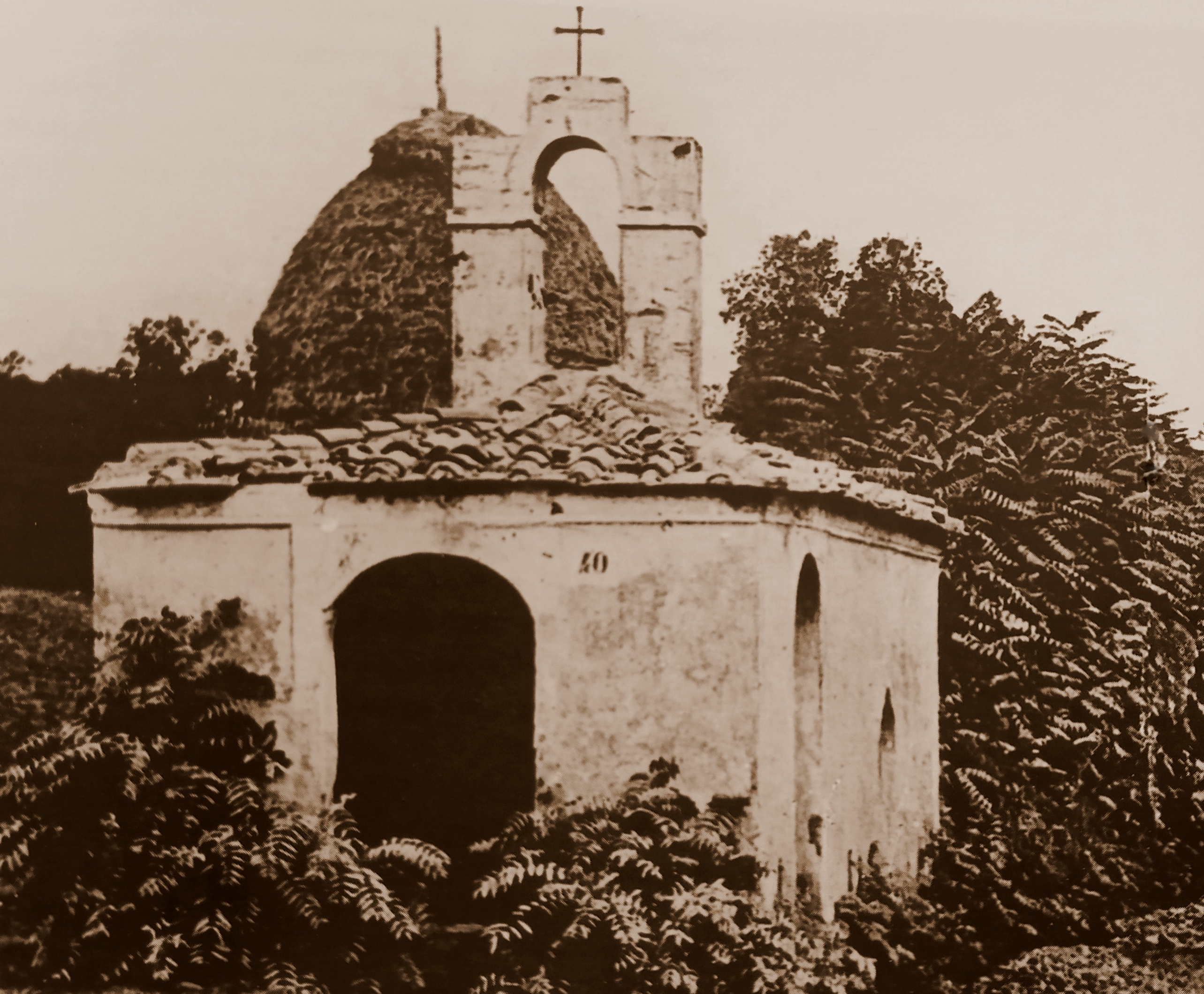
L'oratorio di Santa Maria di Faliegi alla fine del XIX secolo

Nei primi anni Settanta durante i lavori che si svolsero nel fosso della via del Desco nella città di Piombino fu rinvenuta un’antefissa a protome leonina in marmo. Il fatto di aver trovato questo pezzo fuori dal suo contesto originale e senza altri pezzi aggiuntivi rese difficile la sua datazione.
Ma il luogo del ritrovamento, la sua fattura e il paragone con forme simili presenti in chiese di zone limitrofe lo possono far collocare nei secoli X-XI.
Infatti, nella pieve di San Giovanni a Campiglia Marittima e nella chiesa di San Giusto a Suvereto sono presenti antefisse zoomorfe - alla base d’imposta dell’arco delle lunette di porte centrali o laterali - che assomigliano alla testa leonina ritrovata a Piombino e che si può pensare di collocare nello scomparso monastero di Falesia.
La testa leonina è attualmente conservata nel Museo Diocesano d'Arte Sacra Andrea Guardi del Duomo di Piombino.